# Moeraszweefvlieg
De moeraszweefvlieg (Tropidia scita) is een vliegensoort uit de familie van de zweefvliegen (Syrphidae). De wetenschappelijke naam van de soort is voor het eerst geldig gepubliceerd in 1780 door Harris.